# Gura Bîcului
Gura Bîcului est une commune de Moldavie, située dans le raion d'Anenii Noi, au sud-est du pays.

## Localisation
Distante d'environ 70 km de la capitale Chișinău, Gura Bîcului est riveraine du Dniestr (rive droite). Elle est établie à proximité de l'embouchure du Bîc, une rivière fortement polluée.

## Population
En 2004, la population de Gura Bîcului était de 3 427 habitants.

## Pont de Gura Bîcului
La localité est reliée à la rive gauche du Dniestr par un pont, qui a été détruit en 1992 pendant la guerre, avant d'être reconstruit par l'Organisation pour la sécurité et la coopération en Europe (OSCE) avec des fonds européens.